# معدن مولو
معدن مولو (به لاتین: Molo mine) یک منطقهٔ مسکونی در ماداگاسکار است.